# Letiště Leeds Bradford
Mezinárodní letiště Leeds Bradford (anglicky Leeds Bradford International Airport) je letiště sloužící městům Leeds a Bradford, stejně jako okolní oblasti West Yorkshire a North Yorkshire.
Na letiště je hlavní základna letecké společnosti Jet2.com. Letiště má spojení do většiny hlavních evropských letišť, stejně jako lety do Pákistánu.
Letiště se nachází v Yeadonu, na severozápadě Leedsu, a je největší v Yorkshiru.